# ساتن والدرون
ساتن والدرون (به انگلیسی: Sutton Waldron) یک روستا و محله مدنی در بریتانیا است که در North Dorset واقع شده‌است. ساتن والدرون ۲۰۰ نفر جمعیت دارد.